# تيموسيلين
تيموسيلين أو تيموسيللين (Temocillin ) دواء مقاوم للبيتا لاكتاماز وههو من زمرة مضادات الجراثيم. وعبارة عن مضاد حيوي من زمرة البنسيلينات.
قدم بواسطة شركة بيتشام، وتم تسويقه بواسطة شركة Eumedica للأدوية باسم Negaban. وهو يستخدم أساسا لعلاج البكتيريا المقاومة للأدوية المتعددة. هو كربوكسي بنسلين.

## الاستخدام الطبي
- يستخدم في المقام الأول لعلاج العديد من البكتيريا سلبية الغرام.
- استخدامه الأساسي هو ضد الأمعائيات، وعلى وجه الخصوص ضد سلالات إنتاج الطيف الممتدة للـ β لاكتاماز أو AMPC β لاكتاماز.
- فعال ضد بعض الأنواع الأمعائية و Morganella، والأنواع السراتية.[6]
- مضادات الاستطباب: ليس لديه نشاط ضد الكائنات إيجابية الغرام، والأنواع الراكدة، أو الزائفة الزنجارية.

## الآثار الجانبية
الآثار غير المرغوب فيها للتيموسيلين هي نفس أثار المضادات الحيوية β لاكتام. على وجه الخصوص، وقد تترافق معها:
- وذمة وعائية.
- الحساسية المفرطة لدى مرضى حساسية البنسيلين.[7]

## الجرعة
- الجرعة الأكثر شيوعا هي 2غ عن طريق الوريد كل 12 ساعة.
- يتم تخفيف الحقن في الوريد في 20مل من الماء المعقم.[8]
- يتم تخفيف الحقن العضلي في أقل من 2.7مل من الماء المعقم.
- للحد من الألم، قد يتم إجراء الحقن العضلي الذي يتم باستخدام 1٪ لغنوكايين (ليدوكائين) العقيمة بدلا من الماء المعقم.
- قد يعطى للمرضى الذين يعانون اختلال وظائف الكلى.
- أي تعديل يجب ان يتم في لجرعة خفيفة إلى معتدلة في القصور الكلوي (تصفية الكرياتينين أكبر من 30ml/min).
- الشركة المصنعة لا تنصح باستخدام جرعات مخفضة، وبدلا من ذلك يوصى بزيادة المدة بين الجرعات.
- لا يوجد أي ترخيص لإعطائه عن طريق الفم.

## التخليق

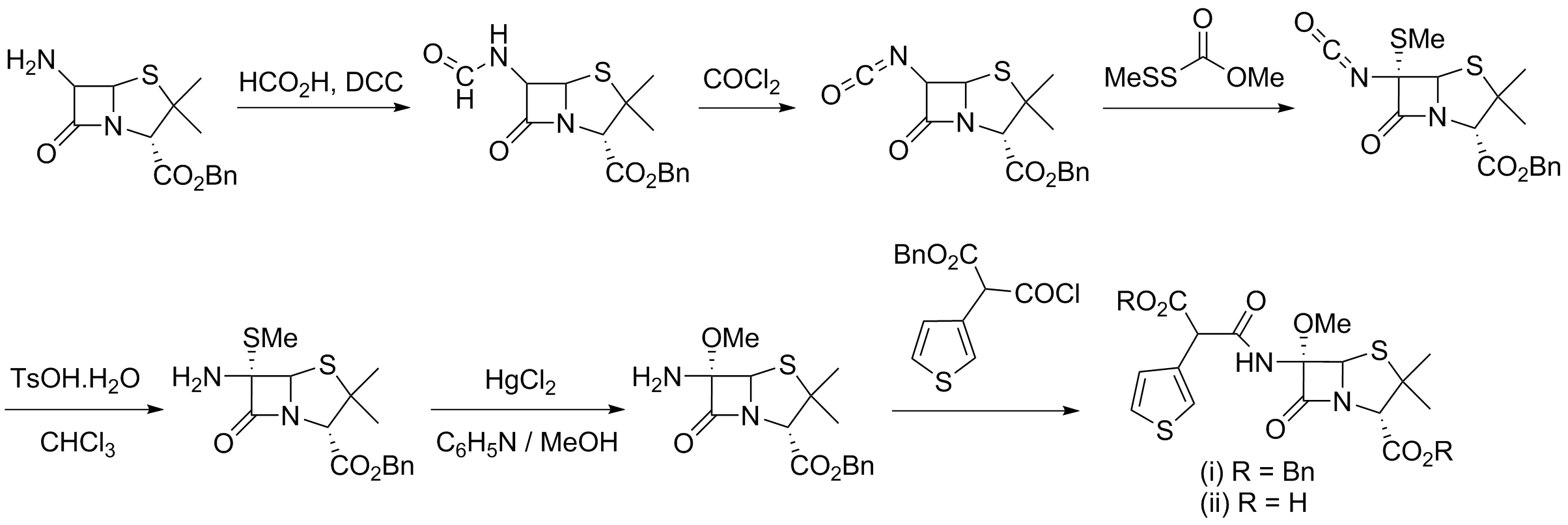
تخليق التيموسيلين: